# Monument de la cote 304
Le monument de la Cote 304 est un monument commémoratif de la Première Guerre mondiale, situé sur le territoire de la commune d'Esnes-en-Argonne, dans le département de la Meuse. Ce monument de la cote 304 a été dessiné par Albert Lange et construit par souscription nationale sur son initiative.

## Histoire
Lors du déclenchement de la bataille de Verdun, l'attaque des Allemands, le 21 février 1916, sur la rive droite de la Meuse fut contenue par les tirs de l'artillerie française située sur la rive gauche. Le 6 mars, l'infanterie allemande se lança à l'assaut des points les plus élevés tenus par les Français : la cote 304, le Mort-Homme, le Bois des corbeaux. L'assaillant subit jusqu'à 70 % de pertes. La cote 304 tomba aux mains des Allemands et ne fut reprise par les Français que le 20 août 1917.
Le monument commémoratif de la cote 304 dessiné par Albert Lange et construit sur son initiative par souscription nationale. Il a été inauguré le 17 juin 1934 par Philippe Pétain.

## Caractéristiques
Le monument a la forme d'une haute et large colonne quadrangulaire, sorte de pyramide tronquée. Sur chaque côté du monument, le nom des différentes unités ayant combattu sur la cote 304 a été gravé.

Le monument porte cette dédicace : 

« Aux défenseurs de la cote 304, aux dix mille morts héroïques dont le sang imprégna cette terre. »

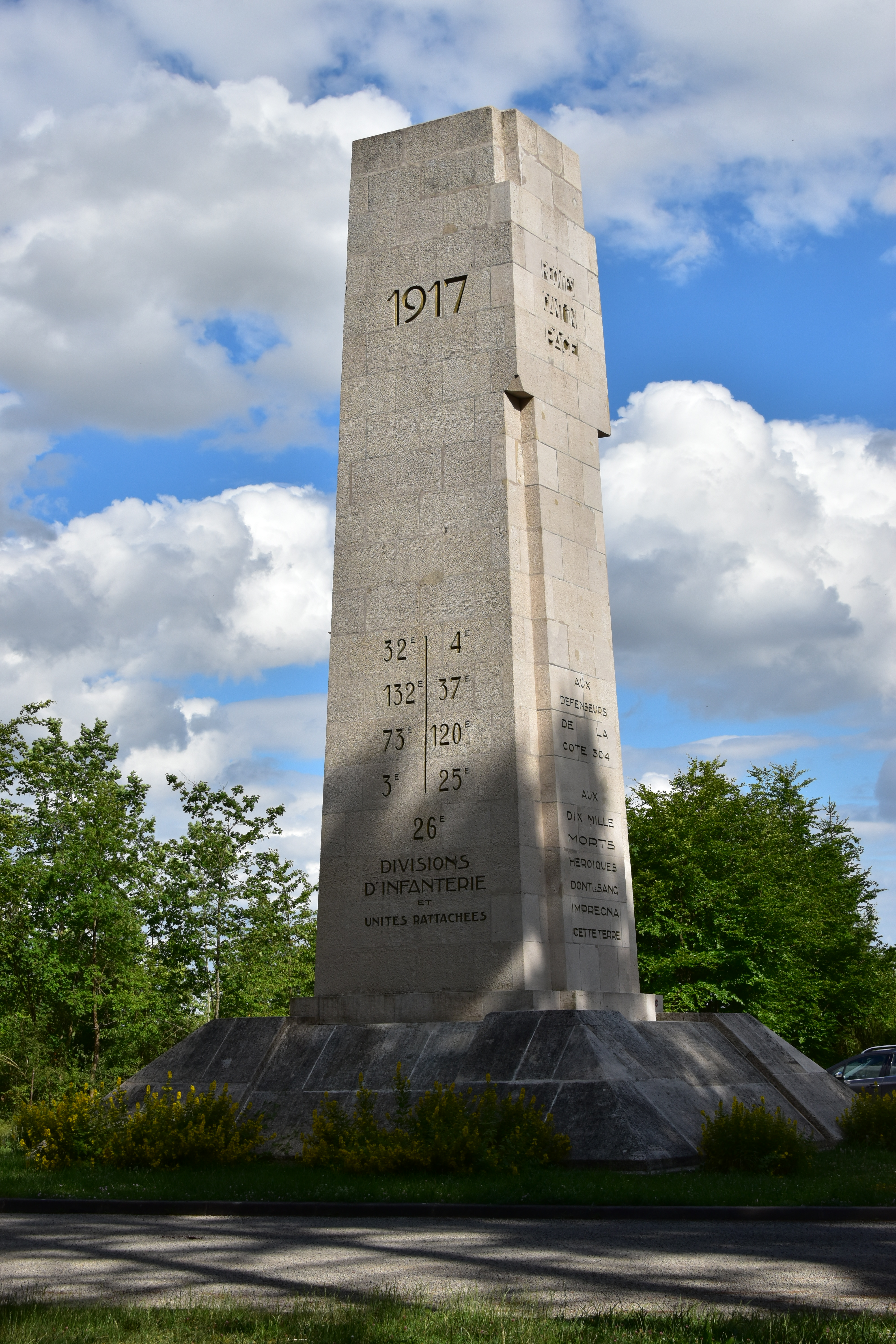